# Provinciale weg 294
De provinciale weg 294 (N294), lokaal beter bekend als de Bergerweg en verderop als de Urmonderbaan, is een door de provincie Limburg beheerde verkeersweg in Nederland. De weg loopt van de N276 bij Sittard naar de A2 bij Urmond en heeft een lengte van circa 4 kilometer.
De N294 is naast de N297 de belangrijkste verbinding tussen Sittard en de A2, vooral voor verkeer richting Maastricht of België. De weg is over de volledige lengte uitgevoerd met twee rijstroken per rijrichting die gescheiden zijn door een brede middenberm.
De weg loopt in het verlengde van de gemeentelijke Bergerweg vanuit het centrum van Sittard. Het provinciale deel begint ter hoogte van het Fortuna Sittard Stadion na de N276 (Middenweg) te hebben gekruist. Op dit zeer drukke kruispunt is tussen 2006 en 2007 een viaduct gebouwd, waardoor de N276 nu kruisingsvrij onder de N294 doorloopt. Ongeveer de eerste 550 meter van de N294 wordt deze ook Bergerweg genoemd, daar deze de route van de oude Bergerweg volgt. Na de kruising even voor Einighausen loopt de N294 over een nieuw tracé en wordt Urmonderbaan genoemd.
Ten zuiden van de N294 liggen industriecomplex Chemelot, Retailpark Sittard Geleen en de wijk Lindenheuvel. Ten noorden van de N294 liggen Einighausen, het bosgebiedje de Heksenberg en landbouwpercelen. Rond 1920 is de weg bijna weggegraven bij de Heksenberg, omdat er een metersdik pakket bruinkool onder ligt. Ten noorden van de weg ligt de voormalige bruinkoolmijn Louisegroeve I, die van 1917 tot 1920 werd ontgonnen.
N62 · N69 · N251 · N252 · N253 · N254 · N255 · N256/A256 · N257 · N258 · N260 · N261 · N262 · N263 · N264 · N266 · N267 · N268 · N269 · N270/A270 · N271 · N272 · N273 · N274 · N275 · N276 · N277 · N278 · N279 · N280 · N281 · N282 · N283 · N284 · N285 · N286 · N287 · N288 · N289 · N290 · N291 · N292 · N293 · N294 · N295 · N296 · N296n · N297 · N298 · N300 · N321 · N322 · N324 · N329 · N389 · N394 · N395 · N396 · N397

N556 · N562 · N564 · N570 · N572 · N590 · N595 · N598 · N601 · N602 · N605 · N607 · N612 · N613 · N615 · N616 · N617 · N618 · N620 · N622 · N625 · N629 · N631 · N632 · N637 · N638 · N639 · N640 · N641 · N651 · N652 · N653 · N654 · N655 · N656 · N658 · N659 · N660 · N661 · N662 · N663 · N664 · N665 · N666 · N667 · N668 · N669 · N670 · N671 · N673 · N674 · N675 · N676 · N682 · N683 · N686 · N689 · N690 · N831 · N843

Voormalige provinciale wegen: N299 · N551 · N552 · N553 · N554 · N555 · N560 · N561 · N563 · N565 · N566 · N567 · N568 · N571 · N574 · N580 · N581 · N582 · N583 · N584 · N585 · N586 · N587 · N588 · N589 · N591 · N592 · N593 · N594 · N596 · N597 · N603 · N604 · N606 · N608 · N610 · N611 · N614 · N619 · N621 · N623 · N624 · N626 · N628 · N630 · N634 · N642 · N657